# Martin Brundle
 Martin Brundle  va ser un pilot de curses automobilístiques britànic que va arribar a disputar curses de Fórmula 1.
Va néixer l'1 de juny del 1959 a King's Lynn, Norfolk, Anglaterra.

## A la F1
Martin Brundle va debutar a la primera cursa de la temporada 1984 (la 35a temporada de la història) del campionat del món de la Fórmula 1, disputant el 25 de març del 1984 el G.P. de Brasil al circuit de Jacarepaguà.
Va participar en un total de cent seixanta-cinc curses puntuables pel campionat de la F1, disputades en dotze temporades no consecutives (1984 - 1989 i 1991 - 1996), aconseguint nou podis amb una segona posició (en tres ocasions) com millor classificació en una cursa i assolí noranta-vuit punts pel campionat del món de pilots.

## Resultats a la Fórmula 1
| Any  | Equip                          | Xassís   | Motor         | 1       | 2       | 3       | 4       | 5         | 6         | 7         | 8         | 9       | 10      | 11      | 12      | 13      | 14      | 15      | 16      | 17      | Posició | Punts |
| ---- | ------------------------------ | -------- | ------------- | ------- | ------- | ------- | ------- | --------- | --------- | --------- | --------- | ------- | ------- | ------- | ------- | ------- | ------- | ------- | ------- | ------- | ------- | ----- |
| 1984 | Tyrrell Racing Organisation*   | Tyrrell  | Cosworth      | BRA DSQ | RSA DSQ | BEL DSQ | SMR DSQ | FRA DSQ   | MON NVQ   | CAN DSQ   | E.USA DSQ | DAL NVQ | GBR     | ALE     | AUT     | HOL     | ITA     | EUR     | POR     |         | -       | 0     |
| 1985 | Tyrrell Racing Organisation    | Tyrrell  | Cosworth      | BRA 8   | POR Ret | SMR 9   | MON 10  | CAN 12    | E.USA Ret |           |           | ALE 10  | AUT NVQ |         |         |         |         |         |         |         | -       | 0     |
| 1985 | Tyrrell Racing Organisation    | Tyrrell  | Renault       |         |         |         |         |           |           | FRA Ret   | GBR 7     |         |         | HOL 7   | ITA 8   | BEL 13  | EUR Ret | SUD 7   | AUS NC  |         | -       | 0     |
| 1986 | Team Tyrrell                   | Tyrrell  | Renault       | BRA 5   | ESP Ret | SMR 8   |         |           |           |           |           |         |         |         |         |         |         |         |         |         | 11è     | 8     |
| 1986 | Team Tyrrell                   | Tyrrell  | Renault       |         |         |         | MON Ret | BEL Ret   | CAN 9     | E.USA Ret | FRA 10    | GBR 5   | ALE Ret | HUN 6   | AUT Ret | ITA 10  | POR Ret | MEX 11  | AUS 4   |         | 11è     | 8     |
| 1987 | West Zakspeed Racing           | Zakspeed | Zakspeed      | BRA Ret |         |         |         |           |           |           |           |         |         |         |         |         |         |         |         |         | 18è     | 2     |
| 1987 | West Zakspeed Racing           | Zakspeed | Zakspeed      |         | SMR 5   | BEL Ret | MON 7   | E.USA Ret | FRA Ret   | GBR NC    | ALE NC    | HUN Ret | AUT DSQ | ITA Ret | POR Ret | ESP 11  | MEX Ret | JPN Ret | AUS Ret |         | 18è     | 2     |
| 1988 | Canon Williams Team            | Williams | Judd          | BRA     | SMR     | MON     | MEX     | CAN       | E.USA     | FRA       | GBR       | ALE     | HUN     | BEL 7   | ITA     | POR     | ESP     | JPN     | AUS     |         | -       | 0     |
| 1989 | Motor Racing Developments      | Brabham  | Judd          | BRA Ret | SMR Ret | MON 6   | MEX 9   | USA Ret   | CAN NVQ   | FRA NVQ   | GBR Ret   | ALE 8   | HUN 12  | BEL Ret | ITA 6   | POR 8   | ESP Ret | JPN 5   | AUS Ret |         | 20è     | 4     |
| 1991 | Motor Racing Developments Ltd  | Brabham  | Yamaha        | USA 11  | BRA 12  |         |         |           |           |           |           |         |         |         |         |         |         |         |         |         | 15è     | 2     |
| 1991 | Motor Racing Developments Ltd  | Brabham  | Yamaha        |         |         | SMR 11  | MON EX  | CAN Ret   | MEX Ret   | FRA Ret   | GBR Ret   | ALE 11  | HUN Ret | BEL 9   | ITA 13  | POR 12  | ESP 10  | JPN 5   | AUS NVQ |         | 15è     | 2     |
| 1992 | Camel Benetton Ford            | Benetton | Ford          | SUD Ret | MEX Ret | BRA Ret |         |           |           |           |           |         |         |         |         |         |         |         |         |         | 6è      | 38    |
| 1992 | Camel Benetton Ford            | Benetton | Ford          |         |         |         | ESP Ret | SMR 4     | MON 5     | CAN Ret   | FRA 3     | GBR 3   | ALE 4   | HUN 5   | BEL 4   | ITA 2   | POR 4   | JPN 3   | AUS 3   |         | 6è      | 38    |
| 1993 | Ligier Gitanes                 | Ligier   | Renault       | SUD Ret | BRA Ret | EUR Ret | SMR 3   | ESP Ret   | MON 6     | CAN 5     | FRA 5     | GBR 14  | ALE 8   | HUN 5   | BEL 7   | ITA Ret | POR 6   | JPN 9   | AUS 6   |         | 7è      | 13    |
| 1994 | Marlboro McLaren Peugeot       | McLaren  | Peugeot       | BRA Ret | PAC Ret | SMR 8   | MON 2   | ESP 11    | CAN Ret   | FRA Ret   | GBR Ret   | ALE Ret | HUN 4   | BEL Ret | ITA 5   | POR 6   | EUR Ret | JPN Ret | AUS 3   |         | 7è      | 16    |
| 1995 | Ligier Gitanes                 | Ligier   | Mugen - Honda | BRA     | ARG     | SMR     | ESP 9   | MON Ret   | CAN Ret   | FRA 4     | GBR Ret   | ALE     | HUN Ret | BEL 3   | ITA Ret | POR 8   | EUR 7   | PAC     | JPN     | AUS Ret | 13è     | 7     |
| 1996 | Benson & Hedges Jordan Peugeot | Jordan   | Peugeot       | AUS Ret | BRA 12  |         |         |           |           |           |           |         |         |         |         |         |         |         |         |         | 11è     | 8     |
| 1996 | Total Jordan Peugeot           | Jordan   | Peugeot       |         |         | ARG Ret | EUR 6   | SMR Ret   | MON Ret   | ESP Ret   | CAN 6     | FRA 8   | GBR 6   | ALE 10  | HUN Ret | BEL Ret | ITA 4   | POR 9   | JPN 5   |         | 11è     | 8     |

### Resum
| Curses:   | Victòries: | Pòdiums: | Poles: | Voltes ràpides: | Punts: |
| --------- | ---------- | -------- | ------ | --------------- | ------ |
| 165 (158) | 0          | 9        | 0      | 0               | 98     |